# Asplenium formosum
Asplenium formosum är en svartbräkenväxtart som beskrevs av Carl Ludwig Willdenow. Asplenium formosum ingår i släktet Asplenium och familjen Aspleniaceae. Utöver nominatformen finns också underarten A. f. carolinum.